# 山姆·史匹格
山姆·史匹格（英語：Sam Spiegel，1901年11月11日—1985年12月31日），波蘭裔美國電影監製，以製作《碼頭風雲》、《桂河橋》、《沙漠梟雄》等聞名，跟他合作過的導演包括伊利亞·卡贊、大衛·連和約翰·休斯頓。

## 外部連結
- 山姆·史匹格在互联网电影资料库（IMDb）上的資料（英文）
- The Making of Lawrence of Arabia，《沙漠梟雄》的製作，BAFTA記錄，1962年冬至1963年